# Почнимо живот из почетка
Почнимо живот из почетка је југословенски телевизијски хумористички филм из 1981. године. Режирао га је Дејан Ћорковић, а сценарио је писао Синиша Павић у сарадњи са Љиљаном Павић.

## Улоге
| Глумац            | Улога                   |
| ----------------- | ----------------------- |
| Милена Дравић     | Банетова жена           |
| Драган Николић    | Бане                    |
| Воја Брајовић     | Лекар                   |
| Душан Булајић     | Продавац накита         |
| Оливера Марковић  | Тетка                   |
| Мило Мирановић    | Конобар                 |
| Снежана Савић     | Банетова љубавница      |
| Јелица Сретеновић | Другарица Банетове жене |
| Аљоша Вучковић    | Банетов друг            |

## Певачи
- Крунослав Слабинац
- Рибља Чорба

## Занимљивост
- Рибља Чорба премијерно изводи песму „Волим, волим жене“ са албума Мртва природа, а женски вокал у песми изводи Милена Дравић.